# Macrobiotus marlenae
Espèce
Macrobiotus marlenae est une espèce de tardigrades de la famille des Macrobiotidae.

## Distribution
Cette espèce est endémique de Chypre.

## Étymologie
Cette espèce est nommée en l'honneur de Marlena Lembicz.

## Publication originale
- Kaczmarek & Michalczyk, 2004 : New records of Tardigrada from Cyprus with a description of the new species Macrobiotus marlenae (hufelandi group) (Eutardigrada: Macrobiotidae). Genus (Wroclaw), vol. 15, no 1, p. 141-152.